# Aprostocetus cinctiventer
Aprostocetus cinctiventer är en stekelart som beskrevs av Boucek 1988. Aprostocetus cinctiventer ingår i släktet Aprostocetus och familjen finglanssteklar. Inga underarter finns listade i Catalogue of Life.